# Shirley Campbell Barr
Shirley Campbell Barr (San José),  es una antropóloga, activista y poeta afrocostarricense. Sus obras poéticas dan voz a su activismo, centrado en el empoderamiento de los pueblos negros y especialmente de las mujeres negras y en animarlas a establecer su lugar en la Historia. Su poema Rotundamente negra (1994) se ha convertido en un símbolo para las mujeres de los movimientos de mujeres afrodescendientes de América Latina por su mensaje autoafirmante a favor de los pueblos afrodescendientes.

## Trayectoria
Shirley Campbell Barr nació en San José, la capital de Costa Rica, hija de Shirley Barr Aird y Luis Campbell Paterson. Creció en una familia de dos hermanos y cinco hermanas, incluida Epsy Campbell Barr, vicepresidenta de Costa Rica. Sus dos abuelas llegaron a Costa Rica procedentes de Jamaica y, desde pequeña, Campbell hablaba español e inglés jamaicano.Su padre y su madre, fueron determinantes en la consolidaciòn de su identidad y  formaciòn que la llevò al activismo.  Asistió a la escuela de arte, Conservatorio de Castella, donde estudió artes dramàticas y creaciòn literaria. Al lado de maestros como  Ronald Bonilla y Osvaldo Sauma, ambos premios nacionales en Costa Rica.  Reconoció que su escritura podía utilizarse como instrumento para fomentar el cambio de las percepciones que los afrodescendientes tenían de sí mismos y de su lugar en la sociedad. Mientras estaba en el conservatorio, comenzó a actuar en obras de teatro y a estudiar literatura. Asistió a la Universidad de Costa Rica, donde obtuvo un título en antropología en 1993. Se casó con su compañero costarricense, Harold Robinson Davis, y debido al trabajo de él se trasladaron a Zimbabue en 1994. Realizó cursos de postgrado en historia africana y feminismo en la Universidad de Zimbabue de Harare, mientras vivía allí durante dos años.
En 1996, Campbell regresó a América Central y pasó tres años enseñando en El Salvador y trabajando como iinvestigadora, y activista con mujeres y con el pueblo garífuna en Honduras, donde vivió por dos años brevemente. Después de trasladarse a Jamaica por un tiempo, vivió en Estados Unidos, Brasil y Panamá, adquiriendo un amplio conocimiento de las formas en que la diáspora africana se ha visto afectada por la globalización. Al terminar su Master en Cooperación internacional y desarrollo en 2004 en la Universidad Católica de Santa María en Arequipa (Perú), Campbell estudió y completó su formación en la Fundación Cultural y Estudios Sociales en Valencia (España). Durante  su  vida ha viajado extensamente por la región de América Latina, atendiendo seminarios, conferencias, recitales poèticos,etc.
Al hablar de su carrera de escritora, Campbell ha dicho que su objetivo es potenciar a las mujeres negras y permitirles verse reflejadas en la sociedad, ya que históricamente han sido omitidas de la representación en el mundo académico, los medios de comunicación, las estructuras de poder e incluso los juguetes. Se considera una activista que da voz a su causa a través de su escritura. Su obra ha sido ampliamente difundida en América Latina y el Caribe y traducida al inglés, francés y portugués. Su primer libro publicado, Naciendo (1988), trata sobre el descubrimiento de los orígenes y su ubicación en un contexto histórico y cultural. Su segundo libro, Rotundamente negra (1994), es una obra emblemática ampliamente conocida por las mujeres negras del Caribe y de toda América. Se ha convertido en una especie de himno para las mujeres que participan en la red de grupos de mujeres afrodescendientes que ha crecido exponencialmente desde la década de los 90. Los primeros versos del poema son una declaración pro-negros sin disculpas y auto-afirmante: «Me niego rotundamente/ a negar mi voz/ mi sangre y mi piel». En general, la obra no objetiva ni sexualiza los cuerpos de las mujeres negras, pero valida la percepción de Campbell de su apariencia desde su propio sentido estético.
Además de escribir, Campbell participa de manera continuada como profesora universitaria,  en eventos educativos en todo el mundo en un esfuerzo por alentar a las mujeres negras a escribir sus propias historias. Trabaja como docente e investigadora y ha presentado ensayos como Asumiendo responsabilidad por la palabra en eventos como un seminario regional para mujeres negras organizado por el Programa de las Naciones Unidas para el Desarrollo en Montevideo (Uruguay) en 2009. Ha sido oradora principal en diversos eventos en universidades, seminarios, etc., como en el Primer Encuentro de Escritores Afrodescendientes organizado en 2019 por la Universidad de Costa Rica, y para la exposición Ancestralidad, África en Nosotros, que tuvo lugar en el Museo del Instituto de Investigación y Difusión de las Culturas Negras en Buenos Aires (Argentina) ese mismo año. Fue la poeta invitada en el traspaso de mando del gobierno de Costa Rica en el año 2018, donde recitó su aclamado poema «Rotundamente Negra». «Sus poemas han sido incorporados a diversas actuaciones populares en América Latina, como radio-novelas populares, obras de teatro, canciones, poesía coral, etc. en Argentina, España, Colombia, Bolivia, República Dominicana y Costa Rica, entre otros».

## Obra
- 1988 – Naciendo. San José, Costa Rica:sonic 1 2 3 cd 4 emp 1 4 emp 2  Universidad Estatal a Distancia. OCLC 23141415.
- 1994 – Rotundamente negra. San José, Costa Rica: Ediciones Arado. OCLC 36942708.
- 2007 – Desde el principio fue la mezcla. Con Rodolfo Meoño. Heredia, Costa Rica: Instituto de Estudios Latinoamericanos.
- 2007 – Palabras indelebles de poetas negras. Delia McDonald. San José, Costa Rica: Universidad Nacional de Costa Rica.
- 2013 – Rotundamente negra y otros poemas. Madrid: Torremozas. ISBN 978-84-7839-540-8.
- 2017 - Rotundamente negra y otros poemas. Madrid: Torremozas. ISBN 978-84-7839-702-0
- 2021-  De negro...Vengo Ataviada. San José, Costa Rica: Letra Maya ISBN 978-9930-596-04-3
- 2021-  Rotundamente Negra y otros poemas. San Jose, Costa Rica:Encino Ediciones ISBN 978-9930-581-15-5